# パーカー (筆記具ブランド)

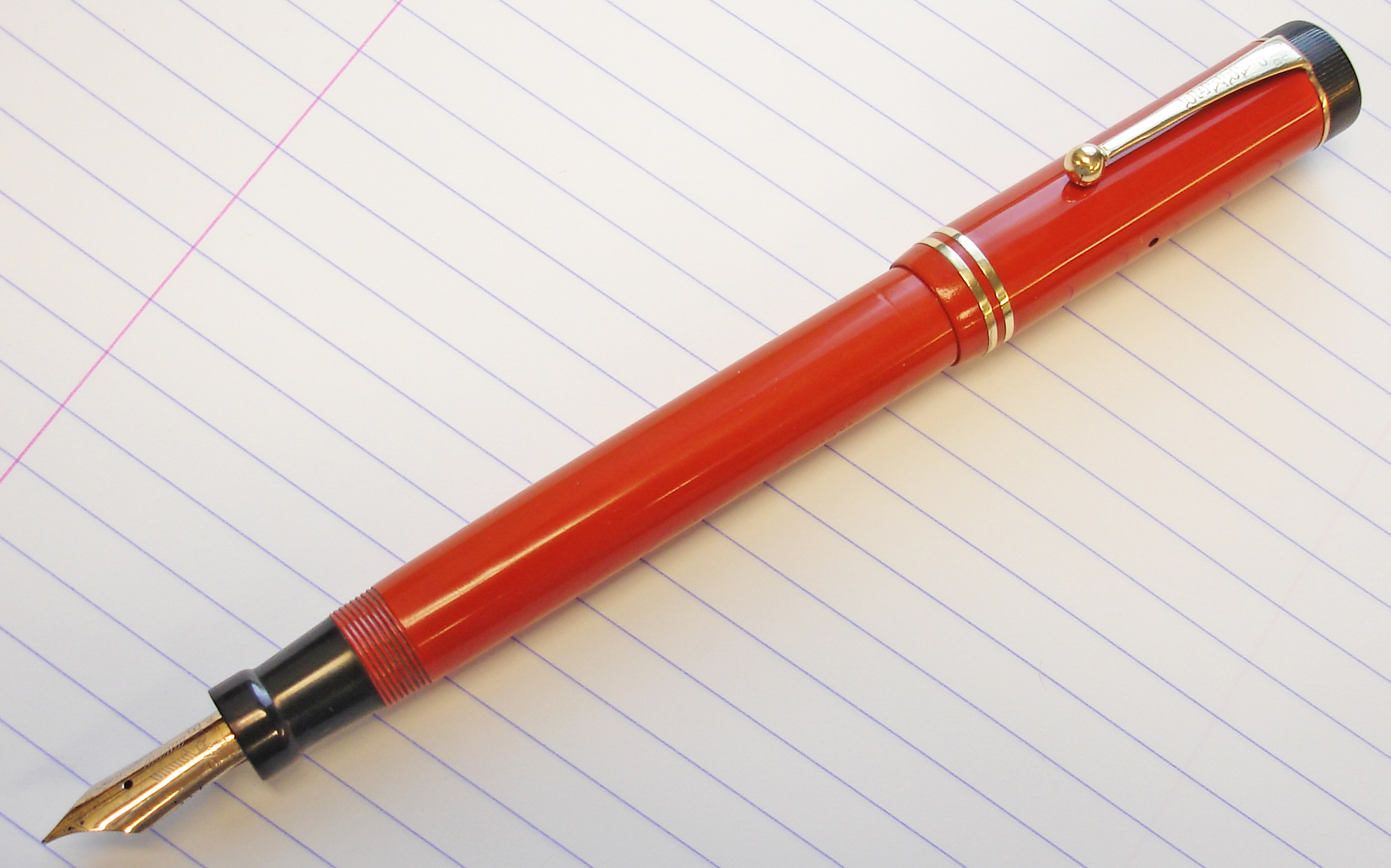
デュオフォールド

パーカーはイギリスの高級筆記具ブランドである。現在はアメリカの一般消費財メーカーであるニューウェル・ブランズのオフィス用具部門サンフォードの傘下になっている。

## 年代
- 1891年 ジョージ・サッフォード・パーカーがアメリカで筆記具の製造を開始する。
- 1962年 英国王室御用達（ロイヤル・ワラント）に認定される。
- 1987年 イギリス資本が入ったことで本部をイギリスに移転。
- 1993年 プロクター・アンド・ギャンブル傘下のジレット社に買収される。
- 2000年 ニューウェル・ラバーメイド・グループのオフィス用具部門、サンフォードの傘下になる。
- 2009年 イギリスにある工場が閉鎖され、生産拠点がフランスとなる。

## 製品
（斜線部分はその製品のラインナップを示す）

### デュオフォールド
- パーカーの中で最高ラインの製品。ダグラス・マッカーサー等、著名人も使用していた。1921年から存在するモデルで、製造中断期間もあったが、長い歴史を持つ。非常に多くの種類があり、コレクターも多い。
- 18金の延べ板を切り抜いて作るペン先を、胡桃のチップで56時間かけて磨き上げる伝統の技法で製作する。
- イスパルトシリーズは、ゴールドやスターリングシルバーで作られている豪華なモデル。インターナショナルのみで、価格は126000円。
- デュオフォールドチェックはアクリル樹脂を組み合わせて作った美しいチェックの色使いが特徴。
- 1928年発売のパール＆ブラックも復刻版として再登場。伝統の技巧を駆使し、アクリル樹脂に美しい加工がされている。センテニアルが73500円（2012年カタログから）、インターナショナル63000円（2012年カタログから）。
- 万年筆はペン先に18金を使用し、一部プラチナコーティングされている。カートリッジ、コンバーター両用式。

万年筆（センテニアル・インターナショナル）、ボールペン、シャープペンシル(限定)

### プリミエ
- デュオフォールドに次ぐ上級ライン。

- パーカー75の後継として作られた。

### ソネット
- パーカーの中堅製品。
- 美しいフォルムと、持ちやすいボディーが特徴で、同社の代表作である75のデザイン上では後継にあたると評する人もいる。
- 万年筆はペン先が最も柔らかい方と言われているが、モデルチェンジ毎に硬くなっている。カートリッジ、コンバーター両用式。

万年筆、ボールペン、ローラーボール、ペンシル

### ラティテゥード
- ラティチュードは比較的新しい製品。 緯度をモチーフにした、横線がボディーに入っており、グローバル性を表現している。　　　　　　　　　　　　　　万年筆、ボールペン

### インシグニア
- インシグニアは細めのモデルで、手帳用などに最適な製品。 細めのボディーで携帯性がよく、かつ、耐久性もよい。

- ボールペン、ペンシル、複合筆記具（ボールペン赤・黒,ペンシル）

### フロンティア
- 比較的新しい製品。
- 若い世代向けに作られた製品で、リーズナブルな価格であり、パーカーの入門ペンという位置付けである。

万年筆、ボールペン、ペンシル

### IM
- 後記のジョッターの改良版といったような製品である。
- フロンティア同様、パーカーの入門モデルであり、ジョッターに比べ太目のフォルムで持ちやすい。

万年筆、ボールペン、ローラーボール、ペンシル

### Jotter
- ジョッターはパーカーの製品のなかでとても長い歴史をもっている製品。 1954年に発売され、パーカーのボールペンでは最初の製品である。

- 万年筆、ボールペン、ローラーボール、ペンシル

### VECTOR
- ベクターはシンプルなデザインが特徴。 プリント軸での限定品がよく発売されている。

- 万年筆、ボールペン、ローラーボール、ペンシル

### V88
- V88は比較的新しい製品。 ボールペンのみだが、モダンなデザインが人気。

- ボールペン

### パーカー75
- パーカーの、75周年を記念して作られたモデルだが、約30年もの間作られていた長寿モデル。
- 首軸には、持ちやすい三角グリップがついており、書き手の好みに合わせて簡単にペン先の角度が変えられる。
- 沢山のレパートリーが作られており、その中でも、スターリングシルバー製のボディに、格子模様の「シズレ」が有名。
- 中距離核戦力全廃条約の調印にパーカー75をロナルド・レーガン米大統領とミハイル・ゴルバチョフソ連書記長が使用した。

### プリミア
- パーカー ７５の高級版として作られたモデル。
- 基本的な構造はパーカー75と同じだが、パーカー75より少し大きめに作られた。　　　　　　　　　　　　　　　　　　　　　　　　　　　　　　　　　　万年筆、ボールペン、ペンシル

### バキューマティック
- パーカーの象徴となる「矢羽クリップ」が初めて搭載されたモデル。

### パーカー51
- 創業51年目にできたモデルで万年筆とボールペンがある。戦闘機をモチーフにして作られたとも言われている。
- 発売されたのは1941年であったが実際に完成したのは51周年にあたる1939年にできたのでパーカー51と言う名前になった。
- 1940年代に圧倒的な販売本数から「世界で最も愛されるペン」との呼び声も高い。
- ドワイト・D・アイゼンハワー元帥が第二次世界大戦における降伏文章での署名に使用したことでも有名。
- 1972年に製造が停止されたが、2021年に復刻モデルが出ている。

## トピック
- 1921年に誕生したフラッグシップモデルのデュオフォールドは、太平洋戦争終結時など時代の節目となる調印時に幾度となく使用されてきたことから「平和のためのペン」と称される。
- 第二次世界大戦中、米国政府がフィリピンにおいて原住民の抗日ゲリラへの褒章として、勲章の代わりに同社の万年筆を代用したことがある。
- ラミーを設立したカール・ヨセフ・ラミーは、パーカーの営業担当をしていた。
- 007シリーズの映画『ゴールデンアイ』では、Qの開発した秘密兵器として、ノックする事でC-4手榴弾となるジョッターが登場している。